# Kloster Petschenga
Das Kloster Petschenga (russisch Печенгский монастырь) ist ein russisch-orthodoxes Kloster an der Mündung des Flusses Petschenga in die Barentssee, also rund 135 km westlich der heutigen Großstadt Murmansk. Es wurde 1533 vom Nowgoroder Mönch Tryfon von Petschenga gegründet und war lange Zeit das nördlichste Kloster der Welt. Seit 1997 entsteht es wieder neu.

## Geschichte

### 1533–1764
Trifon machte es sich zur Aufgabe, nach dem Vorbild des Solowezki-Klosters die Samen zum Christentum zu bekehren. Das Kloster wuchs rasch an und zählte 1572 bereits rund 50 Mönche und 200 Laienbrüder. 1583, sechs Jahre nach Trifons Tod, wurde das Kloster von den Schweden geplündert und niedergebrannt. Bei diesem Angriff starben zeitgenössischen Berichten zufolge 51 Mönche und 65 Laien.
1591 gab Zar Fjodor I. den Auftrag zu einer Neugründung des Klosters nahe der Stadt Kola, doch bereits 1619 wurde auch dieses neue Kloster ein Raub der Flammen. Letztlich wurde es in die Stadt selbst verlegt. Da sich kaum noch Novizen fanden, beschloss die Heilige Synode 1764 schließlich seine Auflösung.

### 1886–1944
Im Zuge der intensiven Kolonisation und Russifizierung der Halbinsel Kola im späten 19. Jahrhundert kam es wiederum zu einer Neugründung. 1886 wurde das Kloster an seinem ursprünglichen Standort an der Barentssee wieder aufgebaut. Es bestand seither aus zwei Häusern, dem „Oberen Kloster“, das dem Klostergründer Trifon und den 116 Märtyrern des Schwedenangriffs von 1589 geweiht war, sowie dem „Unteren Kloster“ am Meeresufer.
1920 wurde das Petschenga-Gebiet und somit auch das Kloster dem 1917 unabhängig gewordenen Finnland zugeschlagen, und blühte in dieser Zeit weiter auf. Am Ende des Fortsetzungskrieges 1944 flohen die Mönche vor dem Vormarsch der Roten Armee ins finnische Landesinnere, die Klostergebäude wurden im Krieg zerstört.
Petschenga fiel an die Sowjetunion, und so schlossen sich die Mönche des Klosters dem 1940 gegründeten Kloster Uusi Valamo („Neu-Valamo“) im finnischen Heinävesi an, das 1940 von den geflohenen Mönchen von dem auf einer Insel im Ladogasee gelegenen Kloster Walaam (finn. Valamo) gegründet worden war. Bis 1984, als der letzte Mönch im Alter von 100 Jahren starb, bildeten die Mönche von Petschenga eine autonome Bruderschaft innerhalb des Klosters Uusi-Valamo.

### Seit 1997
1997 verfügte die Russisch-Orthodoxe Kirche wiederum eine Neugründung des Klosters an seinem ursprünglichen Ort.

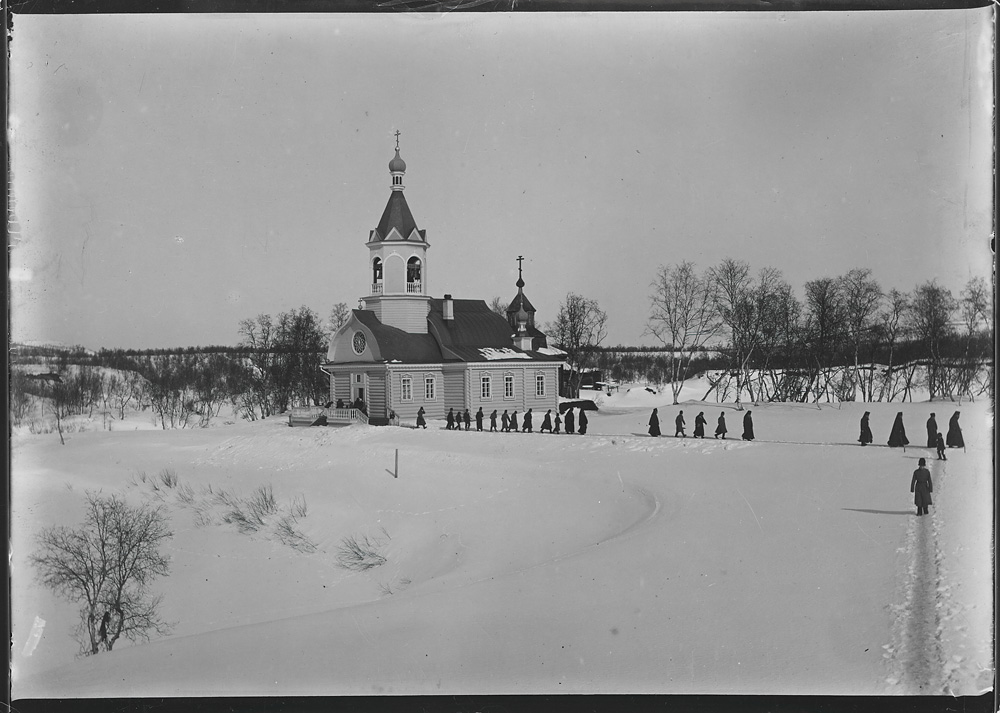
Die Klosterkirche um 1911 Foto: Ellisif Wessel
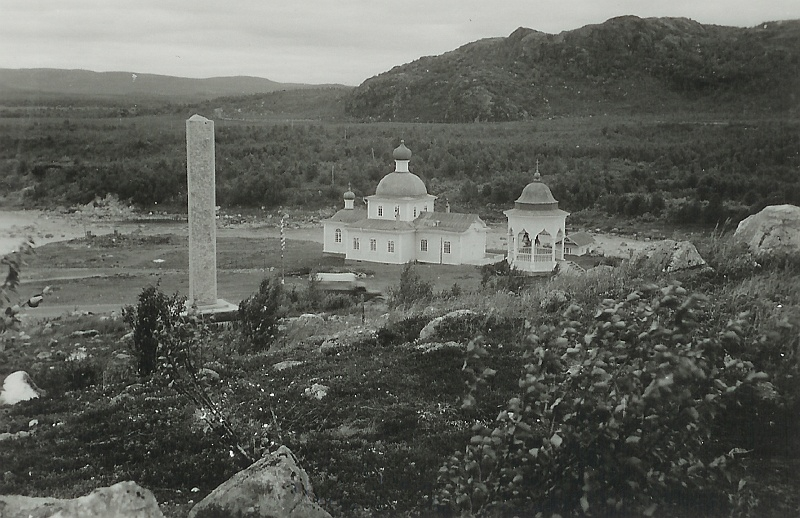
Die Kirche in den 1940er Jahren
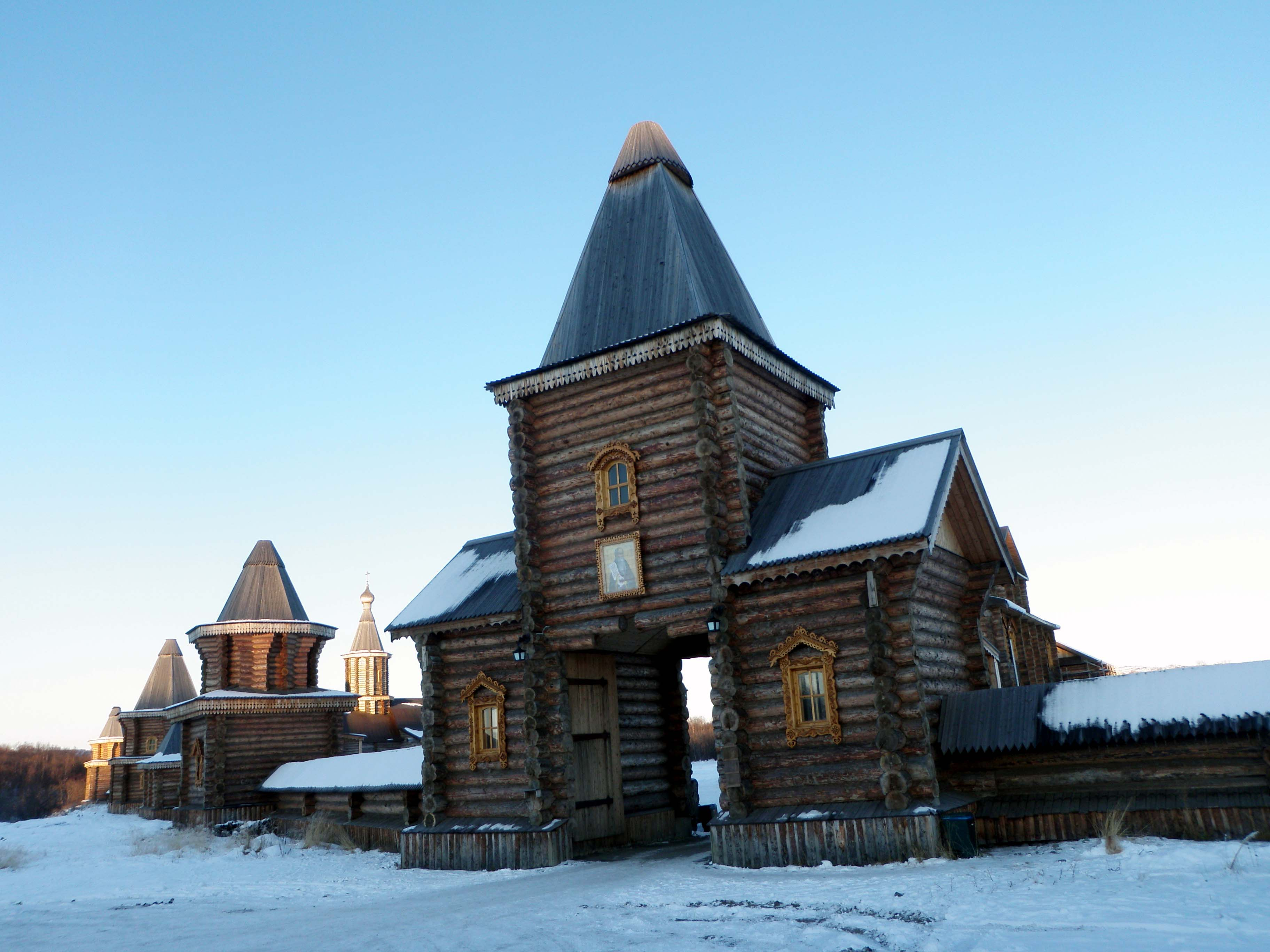
Eingang zum wiedererrichteten Kloster
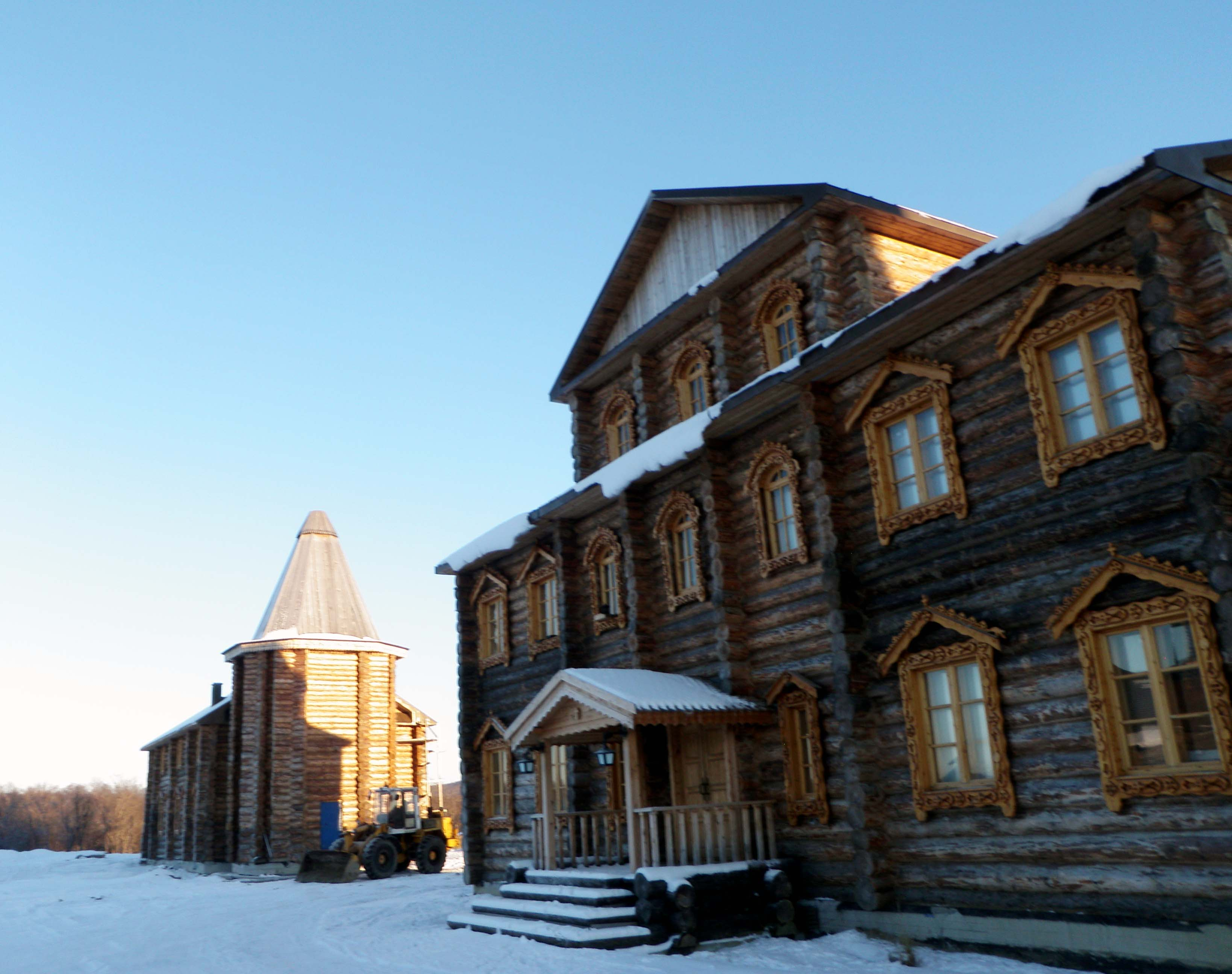
Moderne Gebäude